# Unamákik
Unamákik (Onamagig), jedan od sedam distrikata Micmac Indijanaca s Cape Breton Islanda u kanadskoj provinciji Nova Škotska.
Na području distrikta danas žive suvremene bande ili 'prve nacije' Eskisoqnik (Eskasoni First Nation), Potlotek (Chapel Island Mi'kmaq Band), Maupeltuk (Membertou Mi'kmaq Band), Waqmitkuk (Wagmatcook First Nation) i Wékoqmáq (Waycobah First Nation, prije Whycocomagh First Nation).